# Övre Trehörningstjärnen
Övre Trehörningstjärnen är en sjö i Ovanåkers kommun i Hälsingland och ingår i Ljusnans huvudavrinningsområde.